# Grigore Gabrielescu

Grigore Gabrielescu

Grigore Gabrielescu (n. 13 ianuarie 1859, Craiova – d. 13 martie 1915, Craiova) a fost un tenor român de faimă internațională.
A evoluat în țară și în străinătate, obținând mari succese, inclusiv la Teatro alla Scala din Milano. Urmare a evoluției sale în rolul Enzo Grimaldo din opera La Gioconda de Amilcare Ponchielli a fost invitat de Giacomo Puccini să cânte rolul titular în premiera mondială a operei sale Edgar (la 21 aprilie 1889).
A fost președintele Teatrului Național din Craiova în perioada 1904–1907.
Există străzi care îi poartă numele, în București și în Craiova.